# Simopteryx galbanaria
Simopteryx galbanaria är en fjärilsart som beskrevs av Felder 1875. Simopteryx galbanaria ingår i släktet Simopteryx och familjen mätare. Inga underarter finns listade i Catalogue of Life.